# Verchovynský rajón
Verchovynský rajón (ukrajinsky Верховинський район) je rajón v Ivanofrankivské oblasti na Ukrajině. Hlavním městem je sídlo městského typu Verchovyna a rajón má přibližně 31 tisíc obyvatel.